# Josephine Veasey
Josephine Veasey (Londra, 10 luglio 1930 – 22 febbraio 2022) è stata un mezzosoprano britannico.

## Biografia
Nata nel quartiere londinese di Peckham, Josephine Veasey studiò con Audrey Langford e nel 1949 divenne membro del coro della Royal Opera House. Sei anni dopo fece il suo debutto al Covent Garden in veste di solista come paggio nella Salomè. Successivamente si affermò come una delle cantanti più prolifiche e apprezzate sulle scene della Royal Opera House durante gli anni sessanta e settanta, cantandovi per un totale di 780 rappresentazioni in una sessantina di ruoli diversi fino al 1982.
Il promotore del suo successo fu Georg Solti, che poco dopo il suo arrivo al teatro la volle come Preziosilla ne La Forza del destino. Il suo vasto repertorio al Covent Garden includeva i ruoli di Cherubino ne Le nozze di Figaro, Dorabella in Così fan tutte, Eboli in Don Carlos, Amneris in Aida, Carmen e Marina in Boris Godunov. Tuttavia, il suo nome è prevalentemente legato all'opera di Wagner e di Berlioz. Nel 1964 Solti la diresse nel ruolo di Marguerite ne La Damnation de Faust ad Edimburgo; cinque anni dopo fu Cassandra ne Les Troyens per il BBC Proms diretta da Colin Davis, che l'anno successivo la diresse anche nel ruolo di Didone alla Royal Opera House (inciso anche su disco nello stesso anno).
Negli anni settanta ampliò ulteriormente il proprio repertorio cantando Fricka nella tetralogia de L'anello del Nibelungo condotta da Herbert von Karajan a Salisburgo, alla Scala e al Metropolitan di New York. Sempre sulle scene britanniche cantò occasionalmente al Festival di Glyndebourne ne La pietra del paragone (1964), Il cavaliere della rosa (1965) e Werther (1969). Nel 1974 cantò con Montserrat Caballé e Jon Vickers in un celebre allestimento di Norma al Theatre Antique d’Orange.
Continuò a collezionare successi per tutti gli anni settanta, ottenendo poi grandi plausi nel 1980 per la sua Gertrude nell'Amleto di Ambroise Thomas a Buxton. Due anni dopo diede il suo addio alle scene alla Royal Opera House, cantando ancora una volta nella Salomé, questa volta nel ruolo di Erodiade.
È morta nel 2022 all'età di 91 anni.